# Stéphane-Albert Boulais
 (décembre 2023).
Si vous disposez d'ouvrages ou d'articles de référence ou si vous connaissez des sites web de qualité traitant du thème abordé ici, merci de compléter l'article en donnant les références utiles à sa vérifiabilité et en les liant à la section « Notes et références ».
Stéphane-Albert Boulais est un auteur québécois né le 17 juin 1949 dans la ville de Maniwaki, en Haute-Gatineau. Il est docteur en lettres françaises, diplômé de l’Université d'Ottawa. Outre ses études en lettres, il a été formé à l'Université Laval de Québec et est diplômé en histoire de l’art et en éducation. Il enseigne au Collège de l’Outaouais et est chargé de cours à l’Université d’Ottawa et à l’Université Saint-Paul d'Ottawa. Passionné de cinéma, il enseigne ce sujet au Collège de l’Outaouais de 1973 à 2009. Cette passion lui permet aussi de tenir un rôle dans La bête lumineuse, long métrage du cinéaste Pierre Perrault, lequel deviendra son mentor. En effet, il a fait de l’enseignement de Perrault sa thèse de doctorat. L’écriture de poèmes et de chansons fait aussi partie de sa vie. Stéphane-Albert Boulais est aussi à l’occasion conférencier et anime des ateliers.